# Berberis bidentata
Berberis bidentata är en berberisväxtart som beskrevs av Wilibald Lechler. Berberis bidentata ingår i släktet berberisar, och familjen berberisväxter. Inga underarter finns listade i Catalogue of Life.